# Децибел
Децибе́л (русское обозначение: дБ; международное: dB) — дольная единица, равная одной десятой единицы бел. В основе единицы лежит десятичный логарифм. Единица названа в честь американского учёного Александра Белла.
Отношение {\displaystyle D_{P}} двух значений энергетической величины {\displaystyle P}, такой как мощность, энергия, плотность энергии и т. п., выраженное в децибелах, определяется по формуле
{\displaystyle D_{P}=10\lg {\frac {P_{2}}{P_{1}}}.}
Отсюда следует, что увеличение энергетической величины на 1 дБ означает её увеличение в 100,1 ≈ 1,259 раза.
Энергетические величины пропорциональны квадратам силовых величин (или величин поля, как принято в международных документах), таких как звуковое давление, электрическое напряжение, сила электрического тока и т. п., поэтому отношение {\displaystyle D_{F}} двух значений силовой величины {\displaystyle F}, выраженное в децибелах, определяется по формуле
{\displaystyle D_{F}=20\lg {\frac {F_{2}}{F_{1}}}.}
Отсюда следует, что увеличение силовой величины на 1 дБ означает её увеличение в 100,05 ≈ 1,122 раза.
Децибел относится к единицам, не входящим в Международную систему единиц (СИ), но в соответствии с решением Международного комитета мер и весов допускается к применению без ограничений совместно с единицами СИ. В основном применяется в электросвязи, акустике, радиотехнике, в теории систем автоматического управления.

## История
Распространение децибела берёт начало от методов, используемых для количественной оценки потери (ослабления) сигнала в телеграфных и телефонных линиях. Единицей потерь изначально была миля стандартного кабеля (англ. mile of standard cable — m.s.c.). 1 m.s.c. соответствовала потерям мощности сигнала с частотой 800 Гц в кабеле длиной в 1 милю (примерно 1,6 км), имеющем распределённое сопротивление 88 Ом (на петлю) и распределённую ёмкость 0,054 мкФ (диаметр жил витой пары около 0,9 мм). Такая величина потерь была близка к наименьшей различимой средним слушателем разнице двух сигналов по громкости. Однако миля стандартного кабеля была частотно-зависимой, и она не могла быть полноценной единицей отношения мощностей.
В 1924 году компания «Белл телефон» получила положительный ответ на новое определение единицы среди членов Международного телеграфного союза в Европе: вместо m.s.c. — единица передачи (transmission unit, TU). Единица передачи определялась так, что численное выражение в этих единицах соответствовало десяти десятичным логарифмам отношения измеренной мощности к исходной мощности. Удобство такого определения было в приблизительном соответствии старой и новой единиц (1 m.s.c. — это примерно 0,95 TU). В 1928 году компания «Белл телефон» переименовала единицу передачи TU в децибел, который стал одной десятой вновь определённой единицы логарифмического отношения мощностей, получившей наименование бел в честь американского учёного Александра Белла.
Единица бел используется редко, в то время как децибел получил широкое распространение.
Изначальное определение децибела в Ежегоднике стандартов Национального института стандартов и технологий в США от 1931 года:

Децибел может быть определён таким утверждением, что две величины мощности отличаются на 1 децибел, когда они находятся в соотношении 100,1, и любые две величины мощности отличаются на N децибел, когда они находятся в соотношении 10N⋅0,1. Количество единиц передачи (децибелов), выражающее отношение любых двух мощностей, в десять раз превышает десятичный логарифм этого отношения.
Оригинальный текст (англ.)The decibel may be defined by the statement that two amounts of power differ by 1 decibel when they are in the ratio of 100.1 and any two amounts of power differ by N decibels when they are in the ratio of 10N(0.1). The number of transmission units expressing the ratio of any two powers is therefore ten times the common logarithm of that ratio.

В апреле 2003 года Международный комитет мер и весов (МКМВ) рассматривал рекомендацию о включении децибела в Международную систему единиц (СИ), но отказался от этого предложения. Однако децибел признан другими международными организациями, такими как Международная электротехническая комиссия (МЭК) и Международная организация по стандартизации (ИСО). МЭК позволяет использовать децибел и с силовыми, и с энергетическими величинам, и этой рекомендации следуют многие национальные организации по стандартизации.

## Определение
Децибелы принято использовать для измерения или выражения отношения одноимённых энергетических величин, таких как мощность, энергия, интенсивность, плотность потока мощности, спектральная плотность мощности и т. п., а также силовых величин, таких как напряжение, сила тока, напряженность поля, звуковое давление и т. п. Часто в качестве одной из величин отношения (в знаменателе) выступает общепринятая исходная (или опорная) величина. Тогда отношение, выраженное в децибелах, принято называть уровнем соответствующей физической величины (например, уровень мощности, уровень напряжения и т. д.).

### Энергетические величины
| {\displaystyle D} | {\displaystyle P_{2}/P_{1}} | {\displaystyle F_{2}/F_{1}} |
| ----------------- | --------------------------- | --------------------------- |
| 40 dB             | 10000                       | 100                         |
| 20 dB             | 100                         | 10                          |
| 10 dB             | 10                          | ≈ 3,16                      |
| 6 dB              | ≈ 4                         | ≈ 2                         |
| 3 dB              | ≈ 2                         | ≈ 1,41                      |
| 1 dB              | ≈ 1,26                      | ≈ 1,12                      |
| 0 dB              | 1                           | 1                           |
| −1 dB             | ≈ 0,79                      | ≈ 0,89                      |
| −3 dB             | ≈ 0,5                       | ≈ 0,71                      |
| −6 dB             | ≈ 0,25                      | ≈ 0,5                       |
| −10 dB            | 0,1                         | ≈ 0,32                      |
| −20 dB            | 0,01                        | 0,1                         |
| −40 dB            | 0,0001                      | 0,01                        |

Отношение {\displaystyle D_{P}} двух значений энергетической величины {\displaystyle P_{2}} и {\displaystyle P_{1}}, выраженное в децибелах, определяется по формуле
{\displaystyle D_{P}=10\lg {\frac {P_{2}}{P_{1}}}.}
Отсюда:
{\displaystyle {\frac {P_{2}}{P_{1}}}=10^{0{,}1D_{P}},} или {\displaystyle P_{2}=P_{1}\cdot 10^{0{,}1D_{P}}.}

### Силовые величины
Энергетические величины пропорциональны квадратам силовых величин. Например, в электрической цепи мощность {\displaystyle P}, рассеиваемая в тепло на нагрузке с сопротивлением {\displaystyle R} при напряжении {\displaystyle U}, определяется по формуле
{\displaystyle P={\frac {U^{2}}{R}}.}
Отсюда отношение двух величин
{\displaystyle {\frac {P_{2}}{P_{1}}}={\frac {U_{2}^{2}}{R_{2}}}{\frac {R_{1}}{U_{1}^{2}}}.}
Логарифмическое отношение в частном случае, при {\displaystyle R_{2}=R_{1}}:
{\displaystyle 10\lg {\frac {P_{2}}{P_{1}}}=10\lg \left({\frac {U_{2}}{U_{1}}}\right)^{2}=20\lg {\frac {U_{2}}{U_{1}}}.}
Таким образом, сохранение численных значений в децибелах при переходе от отношения мощностей к отношению напряжений при одинаковых нагрузках требует, чтобы выполнялось следующее соотношение:
{\displaystyle D_{P}=D_{U},} где {\displaystyle D_{U}=20\lg {\frac {U_{2}}{U_{1}}}.}
Отсюда:
{\displaystyle {\frac {U_{2}}{U_{1}}}=10^{0{,}05D_{U}},} или {\displaystyle U_{2}=U_{1}\cdot 10^{0{,}05D_{U}}.}

### Определение единицы бел
Бел (русское обозначение: Б; международное: B) выражает отношение двух мощностей как десятичный логарифм этого отношения.
Согласно ГОСТ 8.417—2002, бел — единица логарифмического отношения физической величины к одноимённой физической величине, принимаемой за исходную. Для энергетических величин (P): 1 Б = lg(P2/P1) при P2 = 10P1; для силовых величин (F): 1 Б = 2·lg(F2/F1) при F2 = 100,5 F1.
Таким образом, бел соответствует отношению 10 для энергетических величин или отношению 100,5 ≈ 3,162 для силовых величин.
Бел редко применяется как без приставки, так и с какими-либо другими приставками СИ, кроме деци. Например, вместо тысячной доли бела предпочтительным является использование сотой доли децибела (общепринятой будет запись не 5 мБ, а 0,05 дБ).

### Сравнение логарифмических единиц
| Единица | Обозначение | Изменение энергетической величины в … раз | Изменение силовой величины в … раз        | Пересчёт в … | Пересчёт в … | Пересчёт в … | Пересчёт в … |
| Единица | Обозначение | Изменение энергетической величины в … раз | Изменение силовой величины в … раз        | дБ           | Б            | Нп           |              |
| ------- | ----------- | ----------------------------------------- | ----------------------------------------- | ------------ | ------------ | ------------ | ------------ |
| децибел | дБ, dB      | {\displaystyle {\sqrt[{10}]{10}}} ≈ 1,259 | {\displaystyle {\sqrt[{20}]{10}}} ≈ 1,122 | 1            | 0,1          | ≈0,1151      |              |
| бел     | Б, B        | 10                                        | {\displaystyle {\sqrt {10}}} ≈ 3,162      | 10           | 1            | ≈1,151       |              |
| непер   | Нп, Np      | e2 ≈ 7,389                                | e ≈ 2,718                                 | ≈8,686       | ≈0,8686      | 1            |              |

## Применение
Децибелы широко применяются в областях техники, где требуется измерение или представление величин, меняющихся в широком диапазоне: в радиотехнике, антенной технике, в системах передачи информации, автоматического регулирования и управления, в оптике, акустике (в децибелах измеряется уровень громкости звука) и др. Так, в децибелах принято измерять или указывать динамический диапазон (например, диапазон громкости звучания музыкального инструмента), затухание волны при распространении в поглощающей среде, коэффициент затухания радиочастотного кабеля, коэффициент усиления и коэффициент шума усилителя.

### Акустика
Звуковое давление — силовая величина, а интенсивность звука, пропорциональная квадрату звукового давления, — энергетическая величина. Например, если громкость звука (субъективно определяемая его интенсивностью) возросла на 10 дБ, то это значит, что интенсивность звука возросла в 10 раз, а звуковое давление — приблизительно в 3,16 раза.
Использование децибелов при указании громкости звука обусловлено человеческой способностью воспринимать звук в очень большом диапазоне изменений его интенсивности. Применение линейной шкалы оказывается практически неудобным. Кроме того, на основании закона Вебера — Фехнера, ощущение громкости звука пропорционально логарифму его интенсивности. Отсюда удобство логарифмической шкалы. Диапазон величин звукового давления от минимального порога слышимости звука человеком (20 мкПа) до максимального, вызывающего болевые ощущения, составляет примерно 120 дБ. Например, утверждение «громкость звука составляет 30 дБ» означает, что интенсивность звука в 1000 раз превышает порог слышимости звука человеком.
Для выражения громкости звука также используют единицы фон и сон, учитывающие частотную и субъективную восприимчивость звука человеком.

### Удобства применения децибелов
Перечисленные ниже удобства связаны с применением не только децибелов, а логарифмической шкалы и логарифмических величин вообще.
- Характер отображения в органах чувств человека и животных изменений течения многих физических и биологических процессов пропорционален логарифму интенсивности раздражителя (см. Закон Вебера — Фехнера). Эта особенность делает применение логарифмических шкал, логарифмических величин и их единиц вполне естественным.
- Логарифмическая шкала даёт наглядное графическое представление и упрощение анализа величины, изменяющейся в очень широких пределах (например, диаграмма направленности антенны, амплитудно-частотная характеристика системы автоматического регулирования). Это же относится к передаточным частотным характеристикам электрических фильтров (см. Логарифмическая амплитудно-фазовая частотная характеристика). При этом форма кривой упрощается и возможно применение кусочно-линейной аппроксимации, при которой скорость убывания частотной характеристики имеет размерность дБ/декада или дБ/октава[6]. Упрощается анализ частотной характеристики фильтров, составленных из последовательно включенных звеньев с независимыми друг от друга частотными характеристиками, хотя построение графиков в логарифмическом масштабе требует определённого навыка (см. Логарифмическая бумага).
- Логарифмическое представление некоторых относительных величин в ряде случаев упрощает математические операции с ними, в частности, умножение и деление заменяются сложением и вычитанием. Например, если собственные коэффициенты усиления последовательно включённых усилителей выражены в децибелах, то общий коэффициент усиления находится как сумма собственных коэффициентов.

Удобство децибела по сравнению с единицей бел подтверждено практикой — бел оказался слишком крупной единицей, часто предполагающей дробную запись значения логарифмической величины.

## Опорные величины и обозначения уровней
Если в качестве одной из величин отношения (в знаменателе) выступает общепринятая исходная (или опорная) величина Xref, то отношение, выраженное в децибелах, называют уровнем (иногда называют абсолютным уровнем) соответствующей физической величины X и обозначают LX (от англ. level).
В соответствии с действующими стандартами при необходимости указать исходную величину её значение помещают в скобках после обозначения логарифмической величины. Например, уровень LP звукового давления P можно записать: LP (исх. 20 мкПа) = 20 дБ, а с использованием международных обозначений — LP (re 20 µPa) = 20 dB (re — сокращение от англ. referred to, «отнесённое к»). Допускается указывать значение исходной величины после значения уровня, в скобках после обязательного пробела, например: 20 дБ (исх. 20 мкПа). Также используется краткая форма, например, уровень LW мощности W можно записать: LW/1 мВт = 30 дБ, или LW = 30 дБ (1 мВт). Для сокращения записи широко используются специальные обозначения, например: LW = 30 дБм. Запись означает, что уровень мощности составляет +30 дБ относительно 1 мВт, то есть мощность равна 1 Вт.

### Специальные обозначения
Приведены некоторые специальные обозначения, которые в предельно краткой форме указывают на значение исходной (опорной) величины, по отношению к которой определён соответствующий уровень, выраженный в децибелах. Для указанных ниже опорных величин под электрическим напряжением понимается его среднеквадратичное (эффективное) значение.
- dBW (русское дБВт) — опорная мощность 1 Вт. Например, уровень мощности +30 дБВт соответствует мощности 1 кВт.
- dBm (русское дБм) — опорная мощность 1 мВт.
- dBm0 (русское дБм0) — опорная мощность 1 мВт. Обозначение применяется в электросвязи для указания абсолютного уровня мощности, приведённого к так называемой точке нулевого относительного уровня[англ.].
- dBV (русское дБВ) — опорное напряжение 1 В.
- dBuV или dBμV (русское дБмкВ) — опорное напряжение 1 мкВ.

Схематическое представление соотношения между дБн (источник напряжения) и дБм (мощность, рассеиваемая в тепло на резисторе 600 Ом)

- dBu (русское дБн) — опорное напряжение {\displaystyle {\sqrt {0{,}600}}} ≈ 0,775 В, соответствующее мощности 1 мВт на нагрузке 600 Ом.
- dBrn — опорное напряжение соответствует мощности теплового шума идеального резистора с сопротивлением {\displaystyle R}, равным 50 Ом, при комнатной температуре в полосе частот 1 Гц: {\displaystyle U_{\text{тш}}={\sqrt {4k_{\rm {B}}TR\cdot 1~{\text{Гц}}}}\approx 9\cdot 10^{-10}~{\text{В}}}. Это значение соответствует уровню напряжения −61 dBμV или уровню мощности −168 dBm.
- dBFS (от англ. full scale — «полная шкала») — опорный сигнал (мощность, напряжение) соответствует полной шкале аналого-цифрового преобразователя.
- dB SPL (от англ. sound pressure level — «уровень звукового давления») — опорное значение амплитуды звукового давления составляет 20 мкПа и соответствует порогу слышимости гармонического звукового колебания с частотой 1 кГц.
- dB(A), dB(B), dB(C) — эти символы применяются для обозначения взвешенного уровня звукового давления относительно 20 мкПа, когда при измерениях используются фильтры с соответствующими стандартными частотными характеристиками (например, A-взвешивание[англ.]).
- dBc (русское дБн) — опорная величина соответствует мощности излучения на частоте несущего сигнала (англ. carrier).
- dBi (русское дБи) — изотропный децибел. Обозначение применяется для описания характеристик антенны (коэффициент направленного действия, коэффициент усиления) по сравнению с гипотетической изотропной антенной, которая равномерно излучает энергию по всем направлениям.
- dBd (русское дБд) — децибел относительно полуволнового вибратора (диполя). Обозначение применяется для описания характеристик антенны по сравнению с полуволновым вибратором (0 dBd = 2,15 dBi).
- dBsm (от англ. square meter, русское дБкв.м или дБ(м²)) — децибел относительно одного квадратного метра. Характеризует эффективную поверхность рассеяния рассеивателя в радиолокации.
- dBZ[англ.] — используется в радарной технике (в основном в метеорадарах); опорным уровнем является коэффициент отражения капли дождя диаметром 1 мм; значения свыше 20 dBZ обычно указывают на выпадение осадков[18].

По аналогии образуются составные единицы, например уровня спектральной плотности мощности: дБВт/Гц — «децибельный» аналог единицы Вт/Гц (мощность на номинальной нагрузке в полосе частот 1 Гц с центром на заданной частоте) — здесь опорный уровень равен 1 Вт/Гц.